# Police, Gornja Radgona
Police so vas v Občini Gornja Radgona, ki leži jugozahodno (v smeri Maribora) od Gornje Radgone.
Vas se nahaja približno 1,5 km od Gornje Radgone v Radgonskih goricah in leži na dveh večjih vzpetinah. Domačini zato ločijo Velike in Male Police ter Polički vrh. Višje lege zavzemajo številni vinogradi, nižje pa pašniki. Na senčni strani bregov se razprostirajo gozdovi. Vsi vinogradi so bili nekoč v lasti nemških mogotcev. Temu dandanes pričajo vile, ki so služile poletnemu oddihu. V sami vasi pa so se naseljevali revni prebivalci - viničarji.

## Zgodovina
Kraj ima precej dolgo zgodovino saj se prvič omenja že v letih 1265-1267 v deželno-knežjem urbarju. Po takratnih zapisih je bilo leta 1445 v Policah le deset hiš. Celotna vas je prepletena s številnimi vrelci mineralne vode, ki pa so povečini zakopani in neuporabni. Na obrobju gozda ob glavni cesti Police-Lastomerci stoji spomenik kurirju Francu Horvatu, ki je tu padel med drugo svetovno vojno 10.marca 1945. Omembe vreden je tudi pisatelj in narodni buditelj Anton Krempl, ki se je rodi na Poličkem vrhu (1779-1844), avtor številnih nabožnih pesmi ter znane knjige »Dogodivščine štajerske zemle.«

## Vinarstvo
Večina prebivalstva se ukvarja z vinogradništvom ali sadjarstvom, na bregovih Polic uspeva najboljše grozdje za predelavo vina v Radgonskih goricah. Iz zgodovinskih zapisov lahko ugotovimo, da je bil odnos do zorečega grozdja svojevrsten. Delo viničarja je bilo tako občutljivo, da noben ni smel utrgati jagode na grozdju, saj če bi to izvedel gospodar bi lahko dobil odpoved. Tudi gospodar se je prepričal, da ga kdo ne gleda, ko je poskušal ali je grozdje že dovolj sladko. Ko je prišel dan trgatve je gospodar po starodavni navadi ustrelil s puško ter »pregnal kače«. Po tem dejanju so si lahko privoščili grozdje prav vsi.
Delo v vinogradu je bilo v tistih časih brez tehnologije težko. Pravgotovo je bilo najtežje delo »rigulanje« ( to je obnova oziroma priprava zemlje za nov nasad), to delo je bilo namenjeno le moškim. Zemljo so mogli prekopati 1 meter široko in 80-90 centimetrov globoko. Viničarjeva plača je bila več ali manj materialna (drva, zrnje ali redkokdaj denar). Zaradi pomanjkanja denarja so viničarji ob svojem primarnem delu opravljali še številna druga dela, ob svoji hiši so imeli majhne njive s pridelki kot so (koruza, krompir, žito), ter hlev s kakšno kravo ali prašičem, ki so jih redili sami.

## Zanimivosti

### Kodaličeva vila
Kodaličeva vila leži na 329m nadmorske višine. S Kodaličeve vile je izrazit pogled na sosednjo Avstrijo, mariborsko Pohorje, Mursko Soboto, Radence, Kapelo in okoliške vasi. Po zapisih naj bi bili prvi gospodarji Kodaličeve vile kapucini, vendar so ob turških vpadih zapustili vas. Vasi  pa niso zapustile številne legende. Ena izmed legenda pravi, da so kapucini imeli veliko zlata, ki so ga skrivali pred turki in ga zakopali v vodnjak. Po pripovedanju starejših vaščanov naj bi zaklad še vedno bil zakopan.  Vilo so nato kupili nemški bogataši Kodalischevi.  Kodaličeva vila ima izjemno arhitekturno zgradbo, ki jo opazi že vsak arhitekturni laik. Njena posebnost je dvojna streha ter odlično oblikovana loža za zvon Trenutno stanje vile ni najboljše, saj nima noben denarja za prenovo.

### Rezačeva vila
Ena izmed omembe vrednih vil je tudi Rezačeva vila, ki ima terezijanski slog stavbe, vendar je o  njej zapisano zelo malo.

### Hudrga
Na drugem najvišjem mestu v Policah (343 m) Je nekoč stala graščina Hudrga, od katere so žal ostale le še ruševine, prehodna je le klet. Hudrga je bila namenjena za poučevanje nemških viničarskih otrok pred prvo svetovno vojno. Med letom 1916 in 1917 je svoj čas živela tukaj tudi zadnja avstrijska cesarica Zita.  Starejši prebivalci se predvsem spominjajo, kako se je cesarica s kočijo vsako nedeljo peljala v cerkev, kjer so ji podložili rdeč tepih, ki je bil  namenjen le za višje sloje prebivalstva.Pod Hudrgo stoji nadstropna zidanica, ki je bila svoj čas last Klotarja Bouviera.

### Slopasto znamenje
Na hribu stoji baročno slopasto znamenje s piramidasto streho. Ohranjena je še stara zidanica, opremljena s stolpičem in zvoncem, s katerim so včasih zvonili proti hudi uri in toči. Danes ima v opravljanju to zidanico Društvo vinogradnikov Radgonsko-kapelskih goric.

## Pešpoti skozi Police

### Obmejna panoramska pot
Pot se začne v Tratah in gre skozi Apaško dolino ob reki Muri, kjer  lahko opazimo ogromno kmetijsko obdelovalnih površin. Ob poti je omembe vreden 300 let star »Niderlov« hrast, ki je največje in najstarejše drevo v Pomurju. Pot se nadaljuje skozi vas Police in Hercegovščak, ki so posejane predvsem s sadovnjaki in vinogradi. Zadnja točka obmejne Panoramske poti je mesto Gornja Radgona.

### Trstenjakova pot
Trstenjakova pot se prične pri bivšem mejnem prehodu v Gornji Radgoni, nadaljuje preko Hercegovščaka in Polic ter Lastomerc, kjer prispemo v Ščavniško dolino. Ščavniška dolina je znana predvsem po številnih vrelcih mineralne vode. Pot nas dalje pelje do Ivanjševec in okoliške Negove ter negovskega jezera,  ob katerem stoji dom vsem poznanega Ivana Krambergerja. Kmalu zapustimo Ščavniško dolino in se premikamo po območju Radgonsko – Kapelskih Goric, kjer je tudi naš končni cilj in sicer Rodmošči, kjer stoji rojstna hiša Antona Trstenjaka.

## Prebivalstvo

### Gibanje števila prebivalcev
Iz prvih zapisov iz leta 1900 je podatek, da je tukaj živelo 474 prebivalcev, prebivalstvo se v Policah do druge svetovne vojne ni bistveno spremenilo, manjši upad se mogoče čuti le v času prve svetovne vojne. Po koncu 2. svetovne vojne je prebivalstvo naraslo za več kot 100 (leta 1953), leta 1961 pa je že začelo upadati vse do leta 1981, od takrat pa do leta 2002 pa ni bistvene razlike.
Narast prebivalstva po 2. svetovni vojni lahko pripišemo temu, da je bila država uničena, tudi vsi industrijski obrati, vojaki so se vračali z vojske, družine, ki so pobegnile so se vrnile. Države so bile med vojno usmerjene k izdelovanju orožja, za hrano pa so pozabili, so morali ljudje sami poskrbeti zase, in po končani vojni, ko je bil mir, so to najlažje storili, industrija pa je rabila čas, da se je postavila na noge.